# Waeng
Waeng (em tailandês: แว้ง) é um distrito da província de Narathiwat, no sul da Tailândia.

## História
O distrito era parte do distrito de Tomo (โต๊ะ โมะ), que era um subordinado de Mueang Ra-ngae. A vila cresceu progressivamente por causa da mineração de ouro. Em 1935, um distrito-menor (Amphoe) que cobre a parte central de Tomo foi criado e nomeado Pa Cho (ปา โจ). Em 1939, o distrito menor foi renomeado para Waeng.

## Administração
O distrito é subdividido em seis subdistritos, que são subdivididos em 45 aldeias (muban). Existem outras seis organizações administrativas.